# Eglentin Gjoni
Eglentin Gjoni (Vorë, 2 dicembre 1992) è un calciatore albanese, difensore dell'Albpetrol.

## Carriera

### Club
Il 4 gennaio 2016 viene acquistato a titolo definitivo dalla squadra albanese del Laçi.

## Statistiche

### Presenze e reti nei club
Statistiche aggiornate al 16 febbraio 2020.
| Stagione        | Squadra         | Campionato      | Campionato | Campionato | Coppe nazionali | Coppe nazionali | Coppe nazionali | Coppe continentali | Coppe continentali | Coppe continentali | Altre coppe | Altre coppe | Altre coppe | Totale | Totale |
| Stagione        | Squadra         | Comp            | Pres       | Reti       | Comp            | Pres            | Reti            | Comp               | Pres               | Reti               | Comp        | Pres        | Reti        | Pres   | Reti   |
| --------------- | --------------- | --------------- | ---------- | ---------- | --------------- | --------------- | --------------- | ------------------ | ------------------ | ------------------ | ----------- | ----------- | ----------- | ------ | ------ |
| gen.-giu. 2015  | Kamza           | KP              | 13         | 0          | CA              | 0               | 0               | -                  | -                  | -                  | -           | -           | -           | 13     | 0      |
| 2015-gen. 2016  | Kamza           | KP              | 8          | 1          | CA              | 4               | 0               | -                  | -                  | -                  | -           | -           | -           | 12     | 1      |
| Totale Kamza    | Totale Kamza    | Totale Kamza    | 21         | 1          |                 | 4               | 0               |                    | -                  | -                  |             | -           | -           | 25     | 1      |
| gen.-giu. 2016  | Laçi            | KS              | 10         | 0          | CA              | 1               | 0               | UEL                | -                  | -                  | SA          | -           | -           | 11     | 0      |
| 2016-2017       | Laçi            | KS              | 28         | 1          | CA              | 6               | 0               | -                  | -                  | -                  | -           | -           | -           | 34     | 1      |
| 2017-2018       | Laçi            | KS              | 35         | 1          | CA              | 8               | 0               | -                  | -                  | -                  | -           | -           | -           | 43     | 1      |
| 2018-2019       | Laçi            | KS              | 35         | 3          | CA              | 4               | 1               | UEL                | 4                  | 0                  | SA          | 1           | 0           | 44     | 4      |
| 2019-2020       | Laçi            | KS              | 20         | 0          | CA              | 3               | 0               | UEL                | 2                  | 0                  | -           | -           | -           | 25     | 0      |
| Totale Laçi     | Totale Laçi     | Totale Laçi     | 128        | 5          |                 | 22              | 1               |                    | 6                  | 0                  |             | 1           | 0           | 157    | 6      |
| 2020-gen. 2021  | Llapi           | SL              | 1          | 0          | CK              | 0               | 0               | -                  | -                  | -                  | -           | -           | -           | 1      | 0      |
| gen.-giu. 2021  | Drenica         | SL              | 10         | 2          | CK              | 1               | 0               | -                  | -                  | -                  | -           | -           | -           | 11     | 2      |
| Totale carriera | Totale carriera | Totale carriera | 160        | 8          |                 | 27              | 1               |                    | 6                  | 0                  |             | 1           | 0           | 194    | 9      |